# Zhifu (sockenhuvudort i Kina, Heilongjiang Sheng, lat 46,99, long 127,41)
Zhifu (kinesiska: 致富, 致富乡) är en sockenhuvudort i Kina. Den ligger i provinsen Heilongjiang, i den nordöstra delen av landet, omkring 150 kilometer nordost om provinshuvudstaden Harbin. Antalet invånare är 20 624. Befolkningen består av 9 965 kvinnor och 10 659 män. Barn under 15 år utgör 12,0 %, vuxna 15-64 år 81 %, och äldre över 65 år 6,0 %.
Runt Zhifu är det ganska tätbefolkat, med 67 invånare per kvadratkilometer. Närmaste större samhälle är Sanhe, 9,4 km väster om Zhifu. Trakten runt Zhifu består till största delen av jordbruksmark.
Genomsnittlig årsnederbörd är 871 millimeter. Den regnigaste månaden är juli, med i genomsnitt 215 mm nederbörd, och den torraste är januari, med 9 mm nederbörd.